# Moritz Christoph von Heßler
Moritz Christoph von Heßler (* 25. Dezember 1643; † 24. Januar 1702 in Rabis) war fürstlich-sächsischer Obersteuereinnehmer in Sachsen-Altenburg und Besitzer der Rittergüter Rabis und Möckern.

## Leben
Er stammte aus dem thüringischen Adelsgeschlecht Heßler und war der Sohn des Obristen Hans Friedrich von Heßler auf Burgheßler und Balgstädt. Nach dem Tod des Vaters erhielt er bei der am 8. November 1671 erfolgten Erteilung mit seinen Brüdern die beiden Rittergüter Rabis und Möckern. Zusätzlich erwarb er noch das Rittergut Lichtenhayn dazu.
Im Gegensatz zu seinem Vater schlug er nicht die Militärlaufbahn ein, sondern ging in die Verwaltung. Er studierte in Jena und Tübingen und wurde Obersteuereinnehmer der Herzöge von Sachsen-Altenburg und damit oberster Finanzbeamter in diesem Kleinstaat.
Er heiratete Dorothea Elisabeth von Mandelsloh aus dem Haus Mark-Vippach. Das Paar hatte vier Söhne und fünf Töchter, darunter:
- Moritz Friedrich (* 21. Dezember 1684; † 1733), erwarb 1716 das Rittergut Burgheßler ⚭ Christina Sophie von Starschbel
- Georg Rudolph (* 18. Juni 1687)
- Christoph Ludwig (* 21. Dezember 1689; † 1741), starb ledig
- Maria Agnes (* 3. Juni 1681; † 8. August 1700) ⚭ 24. Juni 1699 Christian Gottlieb Reichbrod von Schrenkendorff auf Klingenberg ⚭ 1713 Christoph Heinrich von der Mosel
- Christina Sophia (* 13. Oktober 1679)
- Dorothea Sophie (* 11. Juni 1682)